# Luke Ravenstahl
Luke Ravenstahl (ur. 6 lutego 1980 w Pittsburghu) – amerykański polityk, burmistrz Pittsburgha w latach 2006–2014.
W wieku 26 lat został najmłodszym w historii burmistrzem Pittsburgha, jak również najmłodszym burmistrzem spośród wszystkich w historii Stanów Zjednoczonych.